# Rejectaria incola
Rejectaria incola är en fjärilsart som beskrevs av Paul Dognin 1914. Rejectaria incola ingår i släktet Rejectaria och familjen nattflyn. Inga underarter finns listade.